# Andrea Gallo
Don Andrea Gallo (Genova, 18 luglio 1928 – Genova, 22 maggio 2013) è stato un presbitero, partigiano, educatore, attivista e saggista italiano, di fede cattolica e ideali comunisti, prete di strada fondatore e animatore della Comunità di San Benedetto al Porto di Genova.

## Biografia
(Don Andrea Gallo, da un'intervista a Rai Tre)

### Primi anni
Nel 1944, non ancora sacerdote, ma studente dell'istituto tecnico nautico, seguì il fratello Dino, che comandava una formazione partigiana. Prese il nome di battaglia di "Nan", diminutivo di "Nasan", che in genovese significa "nasone", diminutivo datogli a scuola a causa del suo naso prominente.
Attratto fin da piccolo dalla spiritualità dei salesiani di Giovanni Bosco, entrò nel 1948 nel loro noviziato di Varazze, proseguendo poi a Roma gli studi liceali e, in un'università pontificia, filosofici. Nel 1953 chiese di partire per le missioni e venne quindi mandato in Brasile, a San Paolo, dove compì gli studi teologici. Il governo di Getúlio Vargas in Brasile lo costrinse, però, in un clima per lui insopportabile, a ritornare in Italia. Nel 1954 la tensione salì al massimo nel paese, continuò quindi gli studi a Ivrea e venne ordinato presbitero il 1º luglio 1959 nella Chiesa Don Bosco a Genova nel quartiere di Sampierdarena, celebrante il vescovo ausiliare mons. Secondo Chiocca. 
Un anno dopo venne inviato come cappellano alla nave-scuola Garaventa, noto riformatorio per minori. Lì cercò di introdurre un'impostazione educativa diversa, cercando di sostituire i metodi unicamente repressivi con una pedagogia della fiducia e della libertà. Da parte dei ragazzi c'era interesse per quel prete che permetteva loro di uscire, di andare al cinema e di vivere momenti comuni di piccola autogestione, lontani dall'unico concetto fino allora costruito, cioè quello dell'espiazione della pena.
Dopo tre anni venne spostato ad altro incarico, a suo dire senza spiegazioni, e nel 1964 decise di lasciare la congregazione salesiana, chiedendo di essere incardinato nell'Arcidiocesi di Genova perché «La congregazione salesiana si era istituzionalizzata e mi impediva di vivere pienamente la vocazione sacerdotale». Ottenuta l'incardinazione, il cardinale Giuseppe Siri, arcivescovo di Genova, lo inviò a Capraia, allora sotto la giurisdizione dell'arcidiocesi del capoluogo ligure (dal 1977 divenne parte della diocesi di Livorno), per svolgere l'incarico di cappellano del carcere.
Due mesi dopo venne destinato, in qualità di viceparroco, alla parrocchia del Carmine, dove rimase fino al 1970, anno in cui il cardinale Siri lo trasferì nuovamente a Capraia. Nella parrocchia del Carmine don Andrea fece scelte di campo con gli emarginati. La parrocchia diventò un punto di aggregazione di giovani e adulti di ogni parte della città, in cerca di amicizia e solidarietà con i più poveri e con gli emarginati, che al Carmine trovavano un punto di ascolto.
Secondo la comunità di don Andrea, l'episodio che provocò il suo trasferimento fu un incidente verificatosi nell'estate del 1970, per quanto don Gallo disse durante una sua omelia domenicale. Nel quartiere era stata scoperta una fumeria di hashish e l'episodio aveva suscitato indignazione nell'alta borghesia residente. Don Andrea, prendendo spunto dal fatto, ricordò nell'omelia che rimanevano diffuse altre droghe, per esempio quelle del linguaggio, grazie alle quali un ragazzo può diventare «inadatto agli studi» se figlio di povera gente, oppure un bombardamento di popolazioni inermi può diventare «azione a difesa della libertà». Don Andrea fu accusato di essere comunista; le accuse si moltiplicarono in breve tempo e questo sarebbe stato il motivo per cui la curia decise il suo allontanamento.

### A Genova
Il provvedimento dell'arcivescovo provocò nella parrocchia e nella città un movimento di protesta, culminato in due grandi manifestazioni spontanee in piazza del Carmine nelle giornate del 1º e 2 luglio 1970, ma la curia non tornò indietro e intimò al sacerdote di obbedire. Tuttavia, egli rinunciò all'incarico offertogli all'isola di Capraia, ritenendo che lo avrebbe totalmente e definitivamente isolato. I fatti del Carmine, considerabili l'avvio del percorso "sociale" del sacerdote, sono stati poi rimessi in circolo, a partire dal 2007, dalla manifestazione "Mi hanno rubato il prete!", partita da un'idea di Stefano Bruzzone e realizzata dall'associazione "Cantiere di Idee del Carmine" e dal gruppo musicale Altera, che ogni 2 luglio, dal 2007 al 2018, ha ricordato proprio in piazza del Carmine le manifestazioni popolari a sostegno dell'allora vice parroco. L'8 dicembre 1970 don Gallo venne accolto dal parroco di San Benedetto al Porto, don Federico Rebora, e insieme a un piccolo gruppo diede vita alla sua comunità di base, la Comunità di San Benedetto al Porto. Da allora si è impegnato sempre di più per la pace e il recupero degli emarginati, chiedendo anche la legalizzazione delle droghe leggere: nel 2006 si è fatto multare, compiendo una disobbedienza civile, fumando uno spinello a Palazzo Doria-Tursi, sede del comune di Genova per protestare contro la legge sulle droghe. Era un grande amico di Vasco Rossi e di Piero Pelù, impegnati anch'essi per la legalizzazione delle droghe leggere.
Dal 1979 fu molto vicino ai movimenti di opposizione colpiti dalla repressione statale e fu oggetto egli stesso di indagini e schedature che prendevano di mira le figure più rappresentative del '68 sia cattolico conciliare sia anarchico autonomo o marxista-leninista, e fu molto legato alle famiglie degli arrestati, cui aprì le porte di San Benedetto e poi via via quelle delle molte forme di semilibertà e la stessa tipografia dei ragazzi collaborò con le iniziative editoriali degli ex brigatisti, fra i quali Renato Curcio e, con particolare predilezione per la sua moralità, Rocco Micaletto. Accolse a braccia aperte Giuliano Naria, quando, dopo nove anni di ingiusta detenzione, fu assolto e poté ritornare in libertà, promuovendo dibattiti così come don Andrea partecipò a dibattiti tematici sugli anni '70, ripetendo in continuazione di voler cercare le verità sui fatti più gravi, come via Fracchia. Così nel chiostro dei Padri Domenicani di Castello nell'estate del 1998 in appassionato dibattito con Luigi Grasso, Gad Lerner ed Enrico Fenzi.

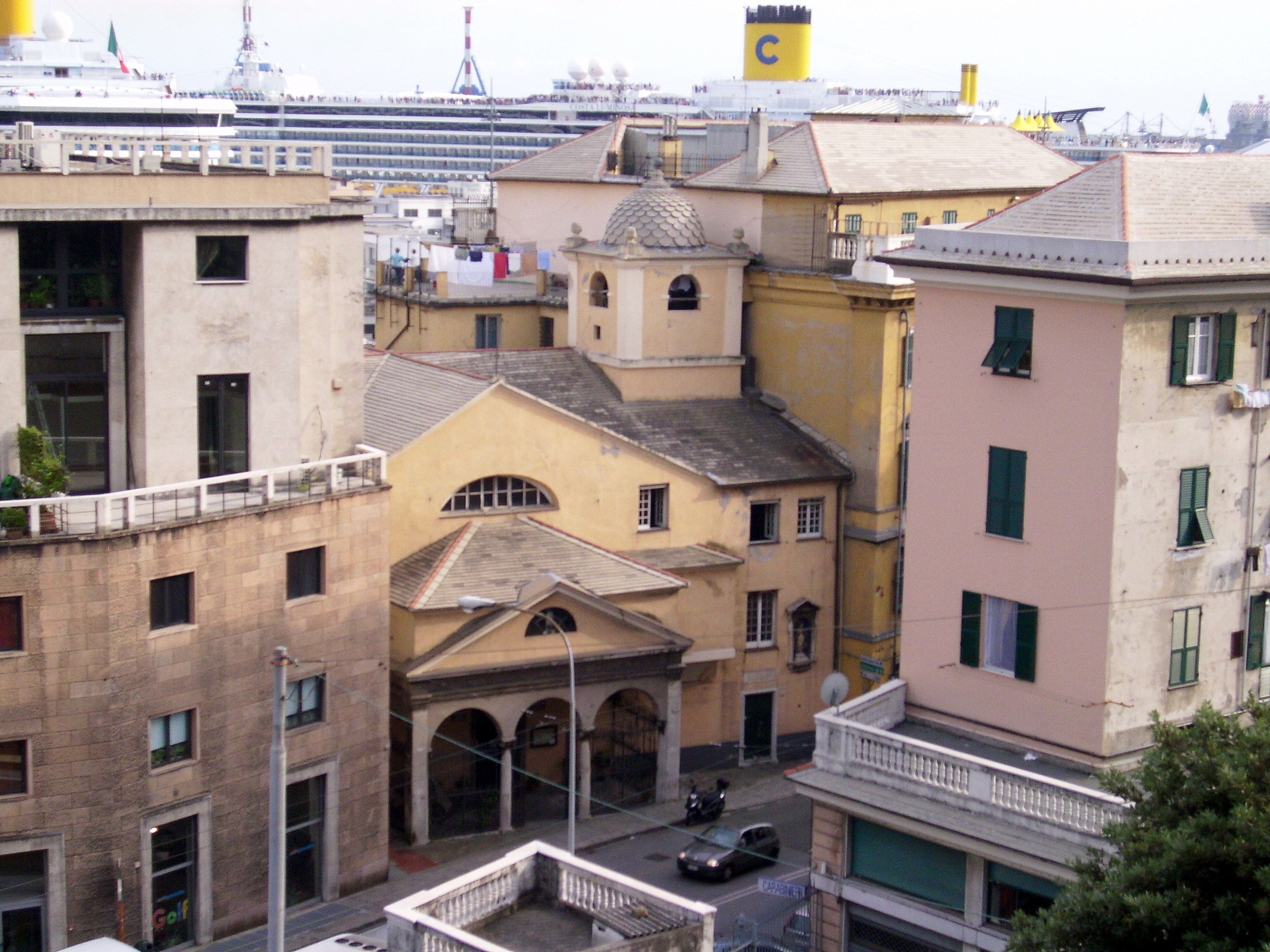
La Canonica della Parrocchia della SS. Trinità e di San Benedetto, sede della comunità di San Benedetto al Porto

Sin dal 2006 ha appoggiato attivamente il movimento No Dal Molin di Vicenza che si oppone alla costruzione di una nuova base militare statunitense nella città veneta. Ha partecipato a varie manifestazioni, in particolare a quella del 17 febbraio 2007 che ha visto la presenza di oltre 130 000 persone. Più volte don Andrea si è recato a Vicenza in occasione dell'annuale Festival No Dal Molin. Il 10 maggio 2009 ha acquistato, assieme ad oltre 540 persone, il terreno dove sorge il Presidio Permanente No Dal Molin per mettere radici sempre più profonde nella difesa a oltranza del territorio e dei beni comuni.

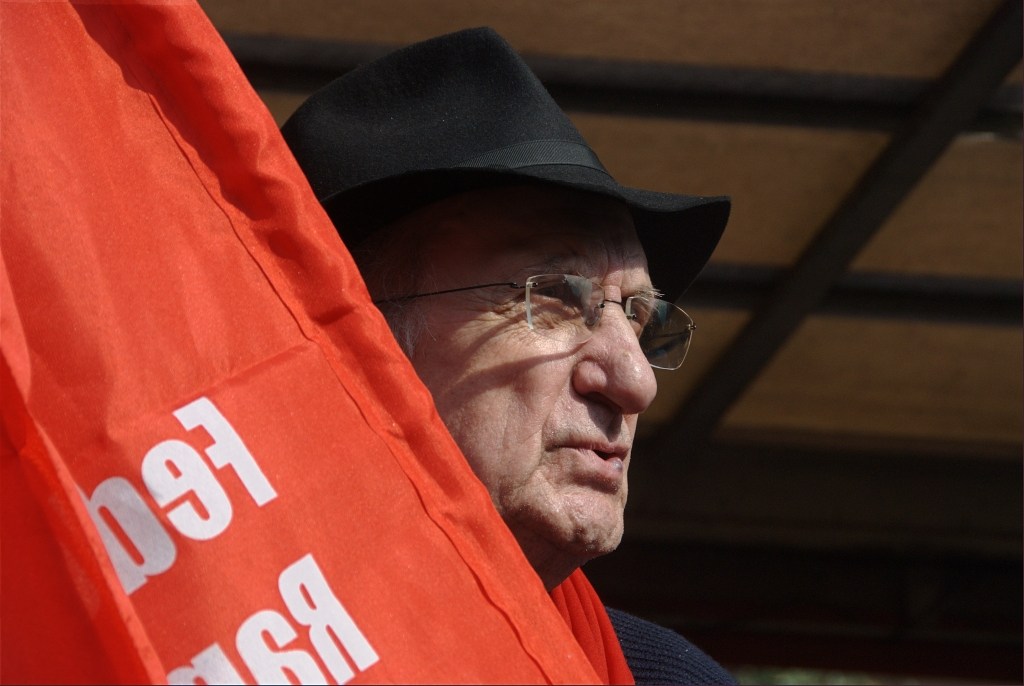
Don Gallo durante la manifestazione a Verona del 25 aprile 2008

Nell'aprile del 2008 ha aderito idealmente al V2-Day organizzato da Beppe Grillo. Il 27 giugno 2009 ha partecipato al Genova Pride 2009, lamentando le incertezze della Chiesa cattolica nei confronti degli omosessuali. Don Gallo ha presentato anche il primo calendario trans della storia italiana, con le trans storiche del Ghetto di Genova. Il 15 agosto 2011 è stato premiato come Personaggio Gay dell'Anno da Gay.it, nel corso della manifestazione Mardi Gras, organizzata dal Friendly Versilia e tenutasi a Torre del Lago Puccini. Don Gallo si è definito a favore del sacerdozio femminile.
Don Gallo ha inoltre tenuto l'orazione funebre alle esequie di Fernanda Pivano a Genova il 21 agosto 2009. Il 4 dicembre 2009 gli è stato assegnato il Premio Fabrizio De André, di cui è stato uno dei più grandi amici, consistente nel Quartaro d'oro, antica moneta della Repubblica di Genova. Il premio è stato consegnato presso il salone di Rappresentanza di Palazzo Doria-Tursi di Genova. Il 17 novembre 2010 è uscito in tutte le librerie il libro Sono venuto per servire, scritto a quattro mani da don Andrea e da Loris Mazzetti, già collaboratore stretto di Enzo Biagi. Sulla quarta di copertina è citata una frase di Mazzetti che si riferisce al centrosinistra: «Peccato che Don sia un prete. Se fosse un politico avremmo trovato il nostro leader».
Don Gallo ha partecipato a La lunga notte, primo album solista di Cisco (ex cantante dei Modena City Ramblers). Lo stesso cantautore carpigiano gli dedicherà un brano nel suo album del 2019 Indiani e cowboy. Nel 2006 compare nel video di "Pietre" del gruppo folk rock dei Folkabbestia. Nel 2008 è parte integrante del cortometraggio Mi hanno rubato il prete! di M. Pinna e S. Bruzzone (Altera), che racconta i fatti del 1970 al Carmine GE e la rinascita del quartiere a seguito della riscoperta di quel pezzo di memoria. Nel 2012 Mi hanno rubato il prete! diventa una canzone (con all'interno un lungo intervento parlato di don Gallo) e un videoclip realizzati dagli Altera. Nel 2012 don Gallo ha sostenuto Marco Doria alle primarie del centrosinistra di Genova per la designazione del candidato sindaco, poi vinte dallo stesso Doria. A novembre dello stesso anno dichiara di sostenere la candidatura di Nichi Vendola alle primarie nazionali del centrosinistra.
Nel 2012 prende parte al film di Nicola Di Francescantonio Una canzone per il paradiso con Gino Paoli. Il film è dedicato alla canzone dell'autore genovese, che don Gallo amava molto.
L'8 dicembre 2012, terminata la celebrazione della messa per il 42º anniversario della Comunità di San Benedetto al Porto, all'interno della chiesa don Gallo sceglie di intonare insieme ai fedeli il popolare canto della Resistenza Bella ciao, sventolando un drappo rosso che si scioglie dal collo. L'esibizione è filmata con una telecamera da Sergio Gibellini, videomaker di fiducia del prete di strada genovese e viene pubblicata su YouTube dove, nel giro di circa un mese, è visualizzata da oltre 200 000 persone.
Nel marzo 2013 celebra una messa in memoria dello scomparso presidente del Venezuela Hugo Chávez definendolo "un grande statista sudamericano nella fede cattolica" e "una grande forza per trovare la via della liberazione", capace di unire varie culture nella lotta al capitalismo a difesa del suo paese.

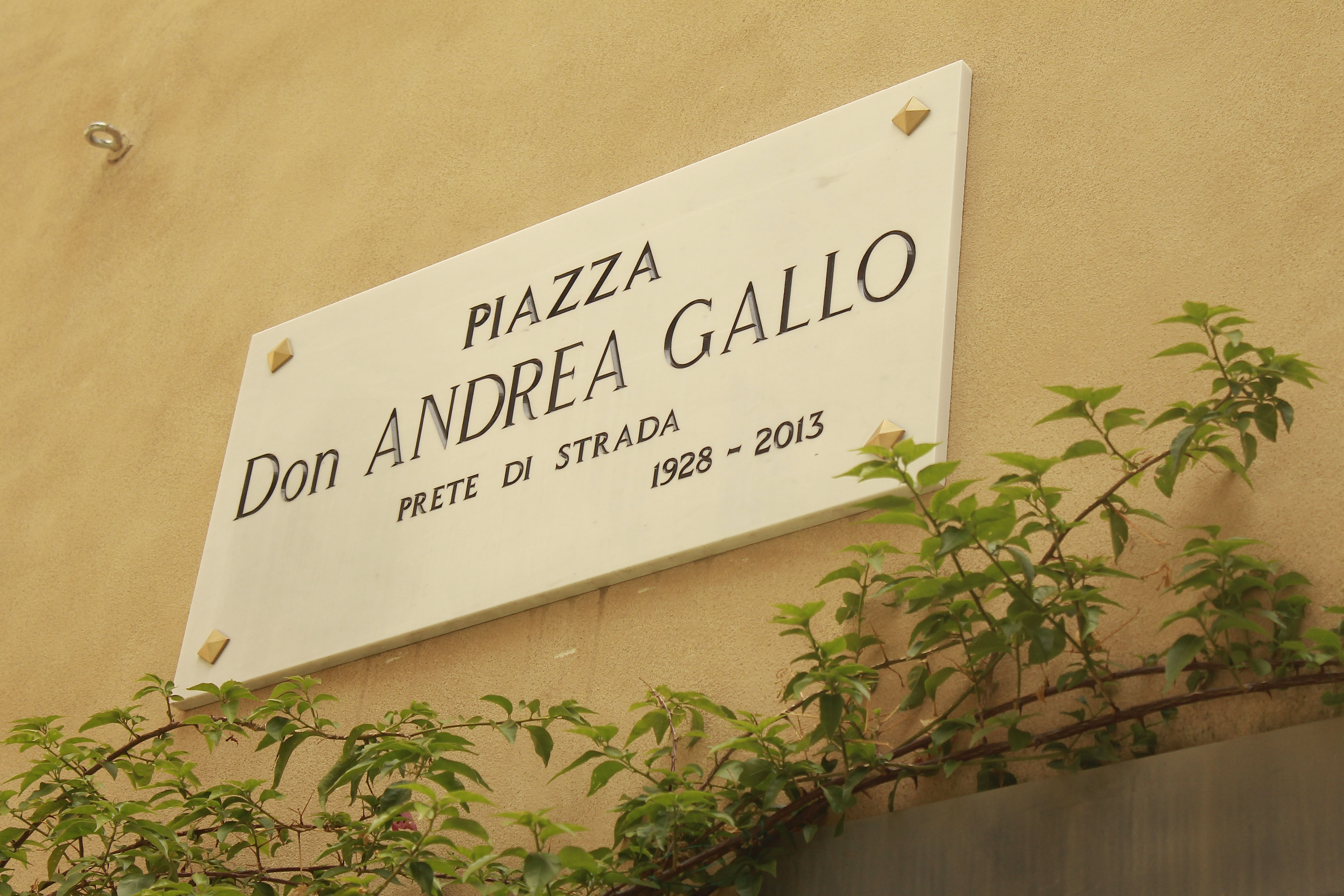
Genova. Piazza Don Andrea Gallo

Il 22 maggio 2013, alle ore 17:45, aggravatesi le sue condizioni di salute, don Gallo muore a Genova nella sede della comunità di San Benedetto al Porto, all'età di 84 anni. È sepolto nel cimitero di Campo Ligure, paese d'origine dei genitori. In occasione della messa della prima festa dell'Immacolata senza don Gallo, don Ciotti ha intonato Bella ciao assieme al resto dei fedeli presenti.

## Rapporto con il comunismo
A don Gallo, durante la sua esistenza, furono attribuite diverse connotazioni ideologiche e politiche sia dai giornalisti sia da altri. In una sua intervista al giornale la Repubblica, rilasciata il giorno del suo ottantesimo compleanno, a chi lo "marchiava" come comunista aveva risposto, chiarendo definitivamente quale fosse la sua vera e unica appartenenza ideale e di vita:
(Don Andrea Gallo, da un'intervista a la Repubblica di Donatella Alfonso: Ho scelto Gesù)
In un'altra occasione, tuttavia, confermò la propria appartenenza all'ideologia comunista e marxista:
(Don Andrea Gallo, da Angelicamente Anarchico)

## Omaggi
Il 18 luglio 2014 è stata intitolata a don Andrea Gallo la piazza più grande dell'area del Ghetto di Prè, racchiusa tra via Lomellini e via delle Fontane.
Nell'autunno 2019 esce, per De Ferrari editore, a cura di Anna Raybaudi (storica collaboratrice del sacerdote nella Comunità di san Benedetto al Porto), il corposo e primo saggio storico a lui dedicato: Don Gallo e l'Internazionale della speranza (Documenti, epistolari e carteggi inediti raccontano don Gallo e la Comunità di san Benedetto al Porto).

## Collaborazioni
Una sorta di testamento filosofico e pedagogico di don Gallo è contenuto nel libro Il Regno è ma non ancora (2013); si tratta di un dialogo con il filosofo Alessandro Di Chiara. Il libro, come scrive uno tra i più noti saggisti italiani, Elio Matassi nell'Introduzione: "È un dibattito di grande rilievo speculativo sul destino dell'essere e della nostra civiltà".

## Filmografia

### Documentari
- Mi hanno rubato il prete, regia di Monica Pinna e Stefano Bruzzone (2008)
- Vorrei ma non posso, regia di Enzo Facente (2013)
- Una canzone per il paradiso, regia di Nicola Di Francescantonio (2013)
- Chi l'avrebbe mai detto?, regia di Wilma Massucco  (2014)

## Opere
- San Giovanni Battista di Vinigo e i suoi fioli de jesia, s.l., s.n., 1993.
- La chiesa di San Giuliano. Guida storico artistica, Venezia, Edizioni studium cattolico veneziano, 1995. ISBN 88-85351-20-4.
- Poi siamo tutti belli. La Comunità di San Benedetto attraverso le agende di don Andrea Gallo, Roma, Sensibili alle Foglie, 1995.
- L'inganno droga, Tivoli, Sensibili alle Foglie, 1998. ISBN 88-86323-30-1.
- Il fiore pungente. Conversazione con Don Andrea Gallo, di Fabia Binci e Paolo Masi, Arenzano, O Caroggio, 2000; Milano, Dalai, 2011. ISBN 978-88-6620-070-3.
- Trafficanti di sogni, con altri, Lerici, Ippogrifo Liguria, 2004.
- Angelicamente anarchico. Autobiografia, Milano, Mondadori, 2005. ISBN 88-04-53593-8.
- Il cantico dei drogati. L'inganno droga nella società delle dipendenze, Dogliani, Sensibili alle Foglie, 2005. ISBN 88-86323-98-0.
- Io cammino con gli ultimi, con Federico Traversa, Genova, Chinaski, 2007. ISBN 88-89966-10-6.
- In viaggio con Don Gallo, con Federico Traversa, Genova, Chinaski, 2008. ISBN 88-89966-26-2.
- Così in terra, come in cielo, con Simona Orlando, Milano, Mondadori, 2010. ISBN 978-88-04-59654-7.
- Sono venuto per servire, con Loris Mazzetti, Roma, Aliberti, 2010. ISBN 978-88-7424-614-4.
- Prefazione a Renato Curcio, Razzismo e indifferenza, Roma, Sensibili alle foglie, 2010. ISBN 978-88-89883-37-2.
- E io continuo a camminare con gli ultimi, con Federico Traversa, Genova, Chinaski, 2011. ISBN 88-89966-65-3.
- Ancora in strada. Un prete da marciapiede, con Bruno Viani, Genova, De Ferrari, 2011. ISBN 978-88-6405-283-0.
- Di sana e robusta Costituzione, Roma, Aliberti, 2011. ISBN 978-88-7424-789-9.
- Il vangelo di un utopista, Reggio Emilia-Roma, Aliberti, 2011. ISBN 978-88-7424-820-9.
- Se non ora, adesso. Le donne, i giovani, la liberazione sessuale, Milano, Chiarelettere, 2011. ISBN 978-88-6190-181-0.
- Non uccidete il futuro dei giovani, Milano, Dalai, 2011. ISBN 978-88-6620-232-5.
- La buona novella. Perché non dobbiamo avere paura, Roma, Aliberti, 2012. ISBN 978-88-7424-869-8.
- Come un cane in Chiesa. Il Vangelo respira solo nelle strade, Milano, Piemme, 2012. ISBN 978-88-566-2457-1.
- In cammino con Francesco, Milano, Chiarelettere, 2013. ISBN 978-88-6190-327-2.
- Io non mi arrendo, Milano, Baldini e Castoldi, 2013. ISBN 978-88-6852-032-8
- Il Regno è ma non ancora con Alessandro Di Chiara, il ramo 2013. ISBN 978-88-89351-36-9
- Don Gallo Social Club. Breviario di strada, Roma, Aliberti, 2013. ISBN 978-88-6626-114-8 (e-Book doppio, contenente anche Sperando in Francesco. Il twitter-pensiero su papa Bergoglio e la sua Chiesa).
- Una porta sempre aperta, con Luigi Rizza, Genova, Chinaski, 2013 (con allegato cd di 12 canzoni di L. Rizza in 2 delle quali canta Don Gallo)
- Sopra ogni cosa. Il vangelo laico secondo De André nel testamento di un profeta, Piemme, 2014 (pubblicato postumo). ISBN 978-88-566-2458-8.